# Leiv Flydal
 (mars 2012).
Si vous disposez d'ouvrages ou d'articles de référence ou si vous connaissez des sites web de qualité traitant du thème abordé ici, merci de compléter l'article en donnant les références utiles à sa vérifiabilité et en les liant à la section « Notes et références ».
Leiv Flydal, né à Fræna en 1904 et mort en 1983, est un romaniste et écrivain norvégien, professeur à l’université d'Oslo.